# 杉田のぞみ
杉田 のぞみ（すぎた のぞみ、1990年8月25日 - ）は日本の女優。東京都出身。身長182cm。

## 来歴・人物
映画『REQUIEM ～ある作曲家の物語～』（監督・音楽：菅野祐悟）での共演を機に、俳優の加藤雅也よりオファーを受け、加藤の初監督作品となる短編映画『VERONICA』（2025年公開）にて映画初主演。
趣味・特技は、英語、ロシア語、バイオリン。

## 出演

### 映画
- VERONICA（2025年　監督：加藤雅也）主演

　第3回 横浜国際映画祭2025 正式招待
- REQUIEM ～ある作曲家の物語～（2025年2月公開　監督・音楽：菅野祐悟）

### 舞台
- 2018年11月：ACファクトリー「僕らはZOOと生きている」
- 2018年12月：aube「ビタースイートクリスマス」
- 2019年3月：パントマイム舞★夢★踏★「パントマイム舞★夢★踏★ライブVOL.27」
- 2019年8月：パントマイム舞★夢★踏★「ネクストウLIVE VOL.3」
- 2019年11月：ACファクトリー「抗菌バスターZ~エピソード0.4~」
- 2020年10月：娯楽座「魑魅魍魎ガンダラマンダラ西遊記」

### ライブ
- 2019年12月~2月：KERACROSS「グッドバイ」（ヴァイオリン）